# Джордж Ленг
Джордж Ленг (народжений як Дьєрдь Дойч; 13 липня 1924 — 5 липня 2011) — американський ресторатор, кулінарний та мандрівний письменник угорського походження, критик і журналіст.
Ланг був єдиною дитиною Саймона Дойча, кравця, та Ілони Ланг. Він виріс у цій «скромно заможній» єврейській родині в Секешфегерварі, Угорщина. Після того, як у березні 1944 року Деме Стояї обійняв посаду прем'єр-міністра, Дьєрдь був відправлений у трудовий табір. Пізніше обоє його батьків були вбиті в Освенцимі, але Дьєрдь втік звідти. Щоб вижити, він приховав свою особу і приєднався до пронацистської партії «Стрілохрест», в якій він служив три місяці, перш ніж його викрили. Однак радянські війська звільнили Будапешт раніше, врятувавши його від страти. Незважаючи на ці обставини, його судили за військові злочини як члена партії «Стрілохрест». Суд виправдав його, але «Європа для нього стала закритою». Він змінив своє прізвище з Deutsch (що означає «німець»), на Lang, взявши дошлюбне прізвище матері, і переїхав до США у 1946 році зі своєю двоюрідною сестрою Еві. Того ж року він оселився в Нью-Йорку.
Ленг працював у Нью-Йорку шеф-кухарем, банкетним менеджером, згодом розробником нових проєктів для Restaurant Associates, новаторської компанії, яка створила The Four Seasons Restaurant та інші інноваційні заклади харчування. Він почав працювати в готелі Waldorf Astoria в 1955 році. Ленг провів три роки в ролі директора The Four Seasons, перш ніж розпочати власний консалтинговий бізнес. Він став піонером професії ресторанного консалтингу, коли в 1970 році заснував корпорацію George Lang Corporation. У 1975 році Ленг був удостоєний нагороди «Готельєр року». Того ж року він купив Café des Artistes, ресторан, популярний серед музикантів, журналістів та інших. У 1992 році разом із іншим угорським американцем Рональдом С. Лаудером, сином відомого косметичного магната Есті Лаудер, Ленг купив і відновив знаменитий будапештський ресторан Gundel.
У 1998 році у світ вийшла автобіографію Ленга під назвою «Ніхто не знає трюфелів, які я бачив» (посилання на духовну «Ніхто не знає біди, яку я бачив») у видавництві Knopf. Він також опублікував кілька книг про їжу та подорожі, в т.ч. класичний довідник «Кухня Угорщини» у 1982 року, перевипущений в 1994 році як «Кухня Угорщини Джорджа Ланга».
Ланг одружувався тричі, мав чотирьох дітей і був розлучений зі своїми першими двома дружинами. Він був одружений з концертною піаністкою, оперною співачкою та актрисою Доу Ленг, уродженою Каплоу. Їхній син Браян Ленг — концертний скрипаль, а дочка Андреа Ленг — графічний дизайнер. Андреа загинула під час лісової пожежі в Санта-Барбарі в 1990 році, намагаючись втекти з дому.
Ленг, який на момент смерті був одружений з Дженіфер Гарві Ленг, лікувався від хвороби Альцгаймера і помер у віці 86 років у своєму будинку на Мангеттені. У нього залишилися перша і третя дружини, син Браян, і ще двоє дітей, дочка Джорджина і син Саймон.